# Agathiphaga vitiensis
Agathiphaga vitiensis là một loài bướm đêm thuộc họ Agathiphagidae. Nó được tìm thấy ở Fiji tới Vanuatu và quần đảo Solomon.
Chiều dài cánh trước khoảng 4 mm.
Ấu trùng ăn Agathis vitiensis. Ấu trùng lớn đầy đủ dài khoảng 6 mm và ngang 2,5 mm.

## Hình ảnh

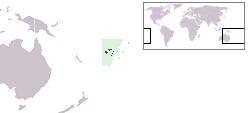